# ベイ型補助揚陸艦
ベイ型補助揚陸艦（ベイがたほじょようりくかん、英語: Bay class Landing Ship Dock (Auxiliary)）は、イギリス海軍補助艦隊（RFA）のドック型揚陸艦。全ての艦が「－ Bay」という名称であることから、ベイ型と通称されている。

## 来歴
RFAは、1997年より、ラウンドテーブル型支援揚陸艦（LSL）の更新を目的とした代替支援揚陸艦（Alternative Landing Ship Logistics, ALSL）計画を開始した。
2002年秋には、ベイ級として計画が認可され、艦種は補助ドック型揚陸艦（Landing Ship Dock (Auxiliary), LSD(A）とされた。

## 設計
本型ではL3000と呼ばれる設計案が採用されており、これはエンフォーサー型揚陸艦がベースとされている。ロイド船級協会の船級規則に則って、商船に準じた建造手法が採用されており、海事沿岸警備庁の分類ではクラス1の旅客船とされている。
なお、兵装はさしあたってL7汎用機関銃や重機関銃（Mk.44ミニガン）などの軽兵器に限定されているが、ファランクスなど、より大口径で強力な火器の装備スペースも準備されている。

## 能力
本級は、海軍のヘリコプター揚陸艦「オーシャン」やアルビオン級を補完する第二波以降の揚陸戦力とされており、揚陸部隊が沿岸を確保した後に接近して揚陸を行い、港湾の確保後はRO-RO船にその任務を譲ると想定されている。

### 輸送揚陸機能
車両甲板は、駐車レーンとして使った場合は総延長1,200mに及び、チャレンジャー2主力戦車24両または小型トラック150両を搭載できる。また貨物としては20フィートコンテナ換算で24個分を搭載できる。兵員は、標準的には356名の乗艦が想定されているが、最大で700名まで増員できる。
船体後部にはウェルドックが設けられている。上陸用舟艇として汎用揚陸艇（LCU Mk.10）1隻または小型揚陸艇（LCVP Mk.5）が収容されているほか、組立型動力ラフト（Mexefloat）2基が舷側に搭載されている。

### 航空運用機能
原型艦と異なりハンガーを持たないが、後部上甲板がヘリコプター甲板とされている点は同一であり、チヌーク輸送ヘリコプターまでの機体規模のヘリコプターなら離着艦可能である。
また必要に応じて、マーリンないしそれ以下の機体規模のヘリコプターを一時的に収容するためのシェルターを設置することもできる。

## 同型艦
| イギリス海軍補助艦隊 | イギリス海軍補助艦隊              | イギリス海軍補助艦隊 | イギリス海軍補助艦隊 | イギリス海軍補助艦隊 | イギリス海軍補助艦隊 | イギリス海軍補助艦隊           | オーストラリア海軍             | オーストラリア海軍             | オーストラリア海軍             | オーストラリア海軍             | オーストラリア海軍             |                                |                                |
| #                    | 艦名                              | 建造所               | 起工                 | 進水                 | 就役                 | 退役                           | #                              | 艦名                           | 取得                           | 就役                           | 退役                           |                                |                                |
| -------------------- | --------------------------------- | -------------------- | -------------------- | -------------------- | -------------------- | ------------------------------ | ------------------------------ | ------------------------------ | ------------------------------ | ------------------------------ | ------------------------------ | ------------------------------ | ------------------------------ |
| L3006                | ラーグスベイ RFA Largs Bay        | スワンハンター       | 2001年 10月1日       | 2003年 7月26日       | 2006年 12月17日      | 2011年 4月                     | L100                           | チョールズ HMAS Choules        | 2011年 4月6日                  | 2011年 12月13日                | 就役中                         |                                |                                |
| L3007                | ライムベイ RFA Lyme Bay           | スワンハンター       | 2000年 11月22日      | 2005年 9月3日        | 2007年 8月8日        | イギリス海軍補助艦隊にて就役中 | イギリス海軍補助艦隊にて就役中 | イギリス海軍補助艦隊にて就役中 | イギリス海軍補助艦隊にて就役中 | イギリス海軍補助艦隊にて就役中 | イギリス海軍補助艦隊にて就役中 | イギリス海軍補助艦隊にて就役中 | イギリス海軍補助艦隊にて就役中 |
| L3008                | マウンツベイ RFA Mounts Bay       | BAEシステムズ        | 2002年 8月25日       | 2004年 4月9日        | 2006年 9月15日       | イギリス海軍補助艦隊にて就役中 | イギリス海軍補助艦隊にて就役中 | イギリス海軍補助艦隊にて就役中 | イギリス海軍補助艦隊にて就役中 | イギリス海軍補助艦隊にて就役中 | イギリス海軍補助艦隊にて就役中 | イギリス海軍補助艦隊にて就役中 | イギリス海軍補助艦隊にて就役中 |
| L3009                | カーディガンベイ RFA Cardigan Bay | BAEシステムズ        | 2003年 10月13日      | 2005年 4月9日        | 2007年 3月6日        | イギリス海軍補助艦隊にて就役中 | イギリス海軍補助艦隊にて就役中 | イギリス海軍補助艦隊にて就役中 | イギリス海軍補助艦隊にて就役中 | イギリス海軍補助艦隊にて就役中 | イギリス海軍補助艦隊にて就役中 | イギリス海軍補助艦隊にて就役中 | イギリス海軍補助艦隊にて就役中 |